# Masters de Shanghái 2015
El Shanghai Rolex Masters 2015 es un torneo de tenis que pertenece a la ATP en la categoría de ATP World Tour Masters 1000. Se disputa del 11 de octubre al 18 de octubre de 2015 en Shanghái, China sobre canchas duras.

## Puntos

### Distribución de puntos
| Etapa                        | Individuales | Dobles |
| ---------------------------- | ------------ | ------ |
| Campeón                      | 1000         | 1000   |
| Finalista                    | 600          | 600    |
| Semifinalista                | 360          | 360    |
| Cuartos de final             | 180          | 180    |
| Tercera ronda                | 90           | 90     |
| Segunda ronda                | 45           | 0      |
| Primera ronda                | 10           | -      |
| Clasificado                  | 25           | -      |
| Ronda final de clasificación | 14           | -      |

## Cabezas de serie
Los cabezas de serie estuvieron basados en el ranking del 5 de octubre de 2015:

### Individual masculino
| Semb. | Rk. | Jugador            | Puntos Antes | Puntos a Defender | Puntos Ganados | Puntos Después | Actuación en el Torneo                                |
| ----- | --- | ------------------ | ------------ | ----------------- | -------------- | -------------- | ----------------------------------------------------- |
| 1     | 1   | Novak Djokovic     | 15785        | 360               | 1000           | 16425          | Campeón, derrotó a Jo-Wilfried Tsonga [16]            |
| 2     | 2   | Roger Federer      | 8420         | 1000              | 10             | 7430           | Segunda ronda perdió ante Albert Ramos-Viñolas [Q]    |
| 3     | 3   | Andy Murray        | 8640         | 90                | 360            | 8910           | Semifinales perdió ante Novak Djokovic [1]            |
| 4     | 4   | Stan Wawrinka      | 6495         | 10                | 180            | 6665           | Cuartos de final, perdió ante Rafael Nadal [8]        |
| 5     | 5   | Tomáš Berdych      | 4910         | 180               | 180            | 4910           | Cuartos de final, perdió ante Andy Murray [3]         |
| 6     | 6   | Kei Nishikori      | 4710         | 10                | 90             | 4790           | Tercera ronda, perdió ante Kevin Anderson [12]        |
| 7     | 7   | David Ferrer       | 3945         | 180               | 10             | 3775           | Segunda ronda, perdió ante Bernard Tomic              |
| 8     | 8   | Rafael Nadal       | 4060         | 10                | 360            | 4410           | Semifinales perdió ante Jo-Wilfried Tsonga [16]       |
| 9     | 9   | Milos Raonic       | 2770         | 10                | 10             | 2850           | Tercera ronda, perdió ante Rafael Nadal [8]           |
| 10    | 10  | Gilles Simon       | 2020         | 600               | 90             | 1510           | Tercera ronda, perdió ante Tomáš Berdych [5]          |
| 11    | 11  | Richard Gasquet    | 2400         | 45                | 90             | 2445           | Tercera ronda, perdió ante Bernard Tomic              |
| 12    | 12  | Kevin Anderson     | 2475         | 45                | 180            | 2610           | Cuartos de final, perdió ante Jo-Wilfried Tsonga [16] |
| 13    | 13  | John Isner         | 2280         | 90                | 90             | 2280           | Tercera ronda, perdió ante Andy Murray [3]            |
| 14    | 14  | Marin Čilić        | 2350         | 10                | 90             | 2430           | Tercera ronda, perdió ante Stan Wawrinka [4]          |
| 15    | 15  | Feliciano López    | 1725         | 360               | 90             | 1455           | Tercera ronda, perdió ante Novak Djokovic [1]         |
| 16    | 16  | Jo-Wilfried Tsonga | 1990         | 0                 | 600            | 2590           | final, perdió ante Novak Djokovic [1]                 |

### Dobles masculino
| Tenista                              | Ranking | Preclasificada |
| Bob Bryan Mike Bryan                 | 2       | 1              |
| Jean-Julien Rojer Horia Tecău        | 9       | 2              |
| Marcin Matkowski Nenad Zimonjic      | 22      | 3              |
| Pierre-Hugues Herbert Nicolas Mahut  | 23      | 4              |
| Simone Bolelli Fabio Fognini         | 31      | 5              |
| Raven Klaasen Marcelo Melo           | 31      | 6              |
| Daniel Nestor Édouard Roger-Vasselin | 35      | 7              |
| Rohan Bopanna Łukasz Kubot           | 45      | 8              |

## Campeones

### Individual masculino
Novak Djokovic venció a  Jo-Wilfried Tsonga por 6-2, 6-4

### Dobles masculino
Raven Klaasen /  Marcelo Melo vencieron a  Simone Bolelli /  Fabio Fognini por 6-3, 6-3